# Белошкино (Псковская область)
Белошкино — деревня в Дновском районе Псковской области России. Входит в состав Искровской волости Дновского района.
Расположена на западе района, в 4 км к югу от районного центра, города Дно, на правом и частично левом берегах реки Полонка. На левобережье находится одноимённая железнодорожная станция.

## Население
| 2001 | 2002 | 2010 |
| ---- | ---- | ---- |
| 111  | →111 | ↘88  |

Численность населения деревни составляла на 2000 год — 111 жителей, на 2010 год — 85 человек.

## История
До 2005 года входила в состав ныне упразднённой Должицкой волости.